# Édouard Risler

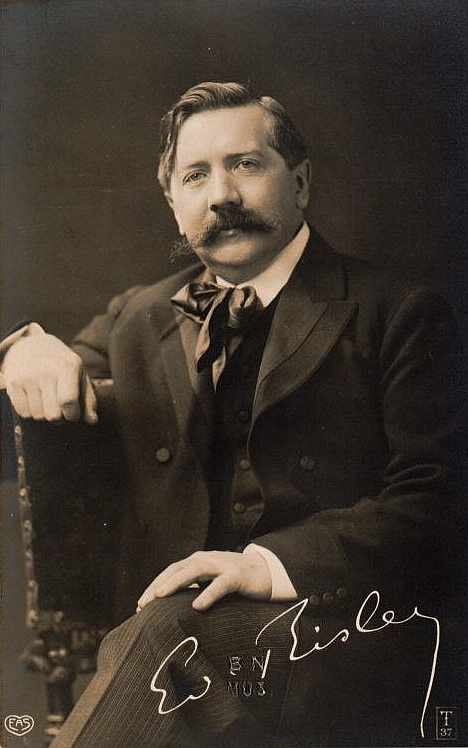
Édouard Risler.

Joseph-Édouard Risler, född 23 februari 1873 i Baden-Baden, död 22 juli 1929 i Paris, var en fransk pianist (av elsassiskt ursprung). 
Risler han utbildades i Paris hos Louis Diémer och studerade därefter i Tyskland hos bland andra Eugen d'Albert och Bernhard Stavenhagen. Trots att Rislers spel och föredrag väsentligen bar den franska skolans prägel, avsatte studierna i Tyskland spår. Han räknades till främsta franska pianisterna, höll konserter i Tyskland, där han också skattades högt, och i Skandinavien (1901 tillsammans med Marteau och Serato). Han invaldes 1906 som ledamot av Kungliga Musikaliska Akademien i Stockholm.